# Tanacetum gilliatii
Tanacetum gilliatii là một loài thực vật có hoa trong họ Cúc. Loài này được (Turrill) Parsa miêu tả khoa học đầu tiên năm 1949.